# Föring
Föring war ein dänisches Handelsgewicht auf der Insel Island.
- 1 Föring = 10 Pfund (dän.) = 4,9931 Kilogramm[1], nach anderer Quelle = 4994 Gramm[2]
- 1 Föring/Führung = 5 Fische = 10 Pfund (dän.)[3]
- 8 Föring = 1 Bette = 40 Fische = 5 Liespfund (dän.)